# Rodney Sharman
Rodney Sharman (né le 24 mai 1958) est un compositeur et flûtiste canadien qui vit à Vancouver, en Colombie-Britannique. Sa musique a été jouée dans plus de 30 pays. Il a reçu plusieurs prix nationaux et internationaux, notamment le premier prix du Concours national de Radio-Canada pour les jeunes compositeurs, en 1984. Son opéra de chambre Elsewhereless, résultat d'une collaboration avec Atom Egoyan, a été présenté en première en 1998 et a été monté 35 fois dans le monde.

## Biographie
Rodney Sharman est le compositeur en résidence de la série de concerts de Nouvelle musique pour instruments anciens de Early Music Vancouver.
Il a été compositeur en résidence de l’Orchestre symphonique de Victoria, de l’Orchestre national des jeunes du Canada et de l’Orchestre symphonique de Vancouver, ainsi que compositeur et animateur du Festival de musique contemporaine de l’Orchestre philharmonique de Calgary – intitulé Hear and Now.
En plus d’écrire de la musique de concert, Rodney Sharman compose pour le cabaret, l’opéra et la danse. Il collabore régulièrement avec le chorégraphe James Kudelka, pour qui il a écrit des pièces qui ont été présentées par l’Oregon Ballet Theatre, le Ballet de San Francisco, et Citadel + Compagnie (Toronto).
Il a été lauréat du Premier prix du Concours national de Radio-Canada pour les jeunes compositeurs en 1984, et du prix de musique Kranichsteiner en 1990, à Darmstadt, en Allemagne. Sa partition pour l’opéra-ballet From The House Of Mirth (chorégraphie de James Kudelka, texte d’Alex Poch Goldin, d’après Chez les heureux du monde d’Edith Wharton) a remporté le prix Dora Mavor Moore de 2013 dans la catégorie Conception sonore / composition exceptionnelle.

## Style
La musique de Rodney Sharman est caractérisée par l'importante place qu'y occupent les techniques de jeu étendues et l'exploration de nouveaux timbres. Il écrit souvent pour des instruments non conventionnels ou des ensembles inhabituels. Il est également connu pour ses transcriptions d'opéras, ses chansons de cabaret et sa musique pour harpe.

## Œuvres choisies
- The Proximity of Mars (1988)
- In Changing Light (1995)
- Elsewhereless (1998)
- Scarlattiana (1999)
- Four Seasons, One Tree (2001)
- The Ecstasy of Saint Teresa (2005)
- Departures (2008)